# Бейтельшпахер, Ханс
Ханс Бейтельшпахер (20 сентября 1905, колония Розенфельд, ныне Пригородный[уточнить]  р-н, Одесская область, Украина — 19 марта 1984, Брауншвейг) — немецкий учёный-почвовед, в годы 2-й мировой войны — военный преступник, командир подразделения русских коллаборационистов, руководивший многочисленными «антипартизанскими акциями», жертвами которых стали несколько тысяч человек.

## Биография
Родился 20 сентября 1905 в немецкой колонии под Одессой, родом из семьи российских немцев. После начальной школы учился в Одессе, в немецком реальном училище Святого Павла до 1922 года. В 1925-1926 гг. изучал химию в Новороссийском университете в Одессе, в 1926 г. переехал в Хоэнхайм (ныне земля Баден-Вюртенберг), где в 1928 году защитил диплом агронома в Высшей школе сельского хозяйства. С 1928 по 1930 гг. работал ассистентом в Институте питания растений в Хоэнхайме, с летнего семестра 1930 г. продолжил изучение химии в Высшей технической школе Штутгарта. В марте 1933 г. защитил диссертацию, пережил свою научную руководительницу из русских эмигрантов, Маргариту Карловну фон Врангель, которая была первой женщиной, получившей звание профессора в немецком университете. К весне 1933 г. переехал в Цюрих, где вступил в местное отделение НСДАП. Пытался организовывать швейцарских нацистов, из-за чего попал в поле зрения швейцарской полиции. Весной 1935 г. вернулся в Германию, получив позицию ассистента в Институте агрономии при Кёнигсбергском университете. В 1939 г. был призван в армию и в октябре направлен в батальон связи, дислоцированный в Кёнигсберге.
После вторжения в СССР был переводчиком 43-го армейского корпуса, которым командовал генерал Готхард Хейнрици, который приметил Бейтельшпахера и упоминает его в своих мемуарах под ошибочной фамилией Бейтельсбахер. 
С октября 1941 г. занимает должность ответственного по партизанским делам. Лично казнил многих партизан, среди которых был Александр Чекалин. С весны 1942 г. командует антипартизанским подразделением — «казачьим эскадроном», впоследствии ставшим 443-м казачьим батальоном, сформированным из числа русских коллаборационистов. Батальон действовал вначале в Смоленской области, в начале 1943 г. переброшен в город Пустошка в Псковской области. Формирование отличалось особой жестокостью и озлобляло местное население своими бесчинствами; последние зашли настолько далеко, что немецкое командование безрезультатно пыталось расследовать некоторые эпизоды. В ноябре 1943 г. батальон участвовал в боях с фронтовыми частями Красной армии в районе деревни Лакуши. Казаки были выбиты с позиций и обратились в бегство, понеся незначительные потери, после чего батальон был переведён подальше от линии фронта и продолжил заниматься карательными операциями. 
Весной 1944 г. ему присвоено звание майора, а батальон переведён в Латвию, а во второй половине того же года в Польшу.
Был награждён знаком «За борьбу с партизанами», крестом «За военные заслуги», Железным крестом 1 и 2 класса.
Летом 1945 года оказался в британской оккупационной зоне в деревне Унтерштедт. При заполнении анкеты солгал о собственной деятельности в годы войны, а через четыре года успешно прошёл денацификацию. Пережив несколько лет в нищете, устроился работать в Институте биохимии почвы в Брауншвейге, где специализировался в применении электронных микроскопов в почвоведении; впоследствии возглавил в Институте научный отдел. В конце 1950-х гг. участвовал во встречах с советскими коллегами, в том числе с известным почвоведом Марией Михайловной Кононовой. Перевёл книгу Кононовой на немецкий язык. Ушёл на пенсию в 1970 г. За военные преступления не преследовался.